# Geratal
Geratal (lett.: «valle della Gera») è un comune tedesco con status di Landgemeinde del Land della Turingia.
Non esiste alcun centro abitato con tale nome: Geratal è pertanto un comune sparso.

## Storia
Il comune di Geratal venne creato il 1º gennaio 2019 dalla fusione dei comuni di Frankenhain, Geraberg, Geschwenda, Gossel, Gräfenroda e Liebenstein.

## Geografia antropica
Il comune di Geratal si suddivide nelle frazioni (Ortsteil) di Frankenhain, Geraberg, Geschwenda, Gossel, Gräfenroda e Liebenstein.